# Cristian Ramírez (futbolista paraguayo)
Cristian Ramírez es un futbolista paraguayo que jugó en Cerro Porteño PF.
jugó 55 partidos en la Primera División Paraguaya.

## Clubes
| Club             | País     | Año       |
| ---------------- | -------- | --------- |
| Cerro Porteño PF | Paraguay | 2008–2013 |